# Ембије
Ред инсеката ткача (Embioptera) је група инсеката, чија је основна карактеристика могућност да луче свилене нити од којих могу да плету мреже. Овај ред инсеката одвојио се од плекоптероидних предака током Карбона или Перма. Описано је око 360 врста, али се сматра да је диверзитет реда много већи — око 2000 врста. Све врсте класификоване су у 10 фамилија.

## Морфолошке и еколошке карактеристике
Женке свих врста и мужјаци већине врста су бескрилни. Бескрилност код женки је последица заустаљања развића на ларвеном нивоу уз стицање репродуктивне способности (неотенија). Сем могућности да луче свилу, карактеристике инсеката ткача су и прогнатна глава, тарзуси из 3 сегмента, одсуство оцела, присуство хемолимфног синуса у крилима мужјака који омогућава очвршћивање и омекшавање крила, као и њихово специфично савијање. Свилене жлезде налазе се на првом сегменту стопала (тарзуса). Абдомен је изграђен из 10 сегмената и рудиментног 11. сегмента који носи два наставка (церка). Женке не поседују легалицу, а мужјаци имају асиметричне полне органе.
Инсекти ткачи настањују тропске, ретко суптропске, области где иницијално живе у шумским стаништима. Ови инсекти воде грегарни начин живота, у галеријама истканим од свиле. Овакав заједнички начин живота је факултативан. Женке брину о младима (ларвама), а у оквиру заједничких галерија, свака женка брине искључиво о свом потомству.